# Anthony Scaramucci
Anthony Scaramucci, född 6 januari 1964 i Port Washington på Long Island i New York, är en amerikansk jurist, finansman, entreprenör och republikansk politisk strateg.
Han utsågs till Vita husets kommunikationschef i Trumps kabinett den 21 juli 2017. Han skulle tillträda posten formellt i augusti 2017, men sparkades den 31 juli 2017 efter sex dagar som informell kommunikationschef.

## Biografi

### Bakgrund
Scaramucci växte upp i en medelklassfamilj på Long Island i delstaten New York. Hans far var byggnadsarbetare. Scaramucci studerade vid Tufts University, där han avlade kandidatexamen i nationalekonomi. Han fortsatte sedan sina studier vid Harvard University, där han 1989 avlade juristexamen. Efter studierna började han 1989 arbeta för investmentbanken Goldman Sachs. Han arbetade för Goldman Sachs fram till 1996. Därefter arbetade han bland annat på Lehman Brothers.
Scaramucci startade den globala investmentbanken SkyBridge Capital 2005. Verksamheten är specialiserad på hedgefonder. För sina framgångar med SkyBridge Capital utsågs han bland annat till "Årets Entreprenör" i kategorin finansiella tjänster av Ernst & Young 2011. Han sålde sin del av bolaget den 17 januari 2017.
Mellan åren 2014–2016 arbetade han som programledare för tv-programmet Wall Street Week, som först sändes på tv-kanalen PBS och från 2016 på Fox News.

### Politiskt arbete
I presidentvalet i USA 2008 stöttade Scaramucci demokraternas kandidat Barack Obama. Efter att ha uttryckt missnöje kring Obama stöttade han istället republikanernas kandidat Mitt Romney i presidentvalet 2012. I samband med republikanernas primärval inför presidentvalet 2016 stöttade Scaramucci till en början kandidaten Scott Walker och senare Jeb Bush. Efter att dessa två dragit tillbaka sina kandidaturer gav Scaramucci sitt stöd till Donald Trump. I maj 2016 började han arbeta för Trumps presidentkampanj.
Den 21 juli 2017 utsågs Scaramucci till Vita husets kommunikationschef av USA:s president Donald Trump. Utnämningen av Scaramucci till ny kommunikationschef fick särskild uppmärksamhet i massmedier efter att Vita husets pressekreterare, och då tillförordnade kommunikationschef, Sean Spicer motsatt sig utnämningen och sade upp sig från tjänsten som pressekreterare. Scaramucci skulle tillträda posten som kommunikationschef formellt i början av augusti 2017. Detta hann dock aldrig ske då han sparkades den 31 juli 2017 efter sex dagar som informell kommunikationschef, bland annat efter att ha uttalat sig vulgärt och kritiskt om och till andra medarbetare i administrationen (främst Steve Bannon).